# 悲しみはBEATに変えて 〜Rise and Shine〜
「悲しみはBEATに変えて ～Rise and Shine～」（かなしみはビートにかえて ライズ・アンド・シャイン）は、1988年1月21日に発売された尾崎亜美の22作目のシングル。1か月後の2月21日には8cmCDシングルが発売された。発売元はポニーキャニオン。

## 概要
表題曲「悲しみはBEATに変えて ～Rise and Shine～」はロック調の力強いサウンドを採り入れたポップ・ナンバー。この曲はフジテレビ系列で放送されたアニメーション番組「陽あたり良好!」のオープニングテーマとして使用された。B面曲「世界中の羊数えさせないで」は同アニメ番組のエンディングテーマとして使用された。
シングルレコードのジャケットは見開きになっており、片面には当アニメーションの1シーンが印刷されている。
A面・B面とも尾崎自身のオリジナル・アルバムには未収録となったが、当アニメのサウンドトラック『陽あたり良好! オリジナル・ソング・ブック』に2曲とも収録されている。また、バラード・セレクション『lapis lazuli』が2014年1月に紙ジャケット仕様で再発売された際、ボーナストラックとして2曲とも追加収録された。

## 収録曲
SIDE A
悲しみはBEATに変えて ～Rise and Shine～（5:00）
作詞・作曲・編曲：尾崎亜美
SIDE B
世界中の羊数えさせないで（3:38）
作詞：夏目純 / 作曲・編曲：尾崎亜美

## 収録アルバム
悲しみはBEATに変えて ～Rise and Shine～
- 陽あたり良好! オリジナル・ソング・ブック
- AMII'S BEST
- lapis lazuli（2014年・紙ジャケット）
- My Songs for You 尾崎亜美 40th Anniversary BEST

世界中の羊数えさせないで
- 陽あたり良好! オリジナル・ソング・ブック
- lapis lazuli（2014年・紙ジャケット）

## 参考資料
- オリコン『SINGLE CHART-BOOK COMPLETE EDITION 1968-2005』オリコン・マーケティング・プロモーション、2006年4月。ISBN 9784871310765。